# Lente di Stanhope
La lente Stanhope o microscopio Stanhope è un microscopio a singolo pezzo progettato nel 1779 dallo scienziato e politico inglese Charles Stanhope (1753 -1816)  ed impiegato originariamente in ambito biologico.
Esso è formato da una piccola semisfera di vetro crown incollata ad una bacchetta di vetro cilindrica; questa semplice combinazione permette di ottenere degli ingrandimenti molto elevati.
L'osservazione con lo Stanhope è molto semplice. Occorre inumidire il lato piatto del cilindro di vetro e posarvi sopra l'oggetto da esaminare, che deve necessariamente essere molto sottile e trasparente, oppure porre una goccia d'acqua con dei protozoi o delle diatomee.